# Costa Brava (romance)
Costa Brava é um romance de Frits Bernard, escrito em 1958 e publicado originalmente em neerlandés em 1960 pela editorial Enclave, sob o pseudónimo Victor Servatius. Com um objetivo didático, dirigido a fazer entender ao grande público a natureza da pedofilia, a obra narra em primeira pessoa a relação amistosa entre o director venezuelano de uma sociedade cinematográfica e um menino de 12 anos refugiado na Espanha durante a Guerra Civil. Foram publicadas traduções para alemão, inglês e francês.